# Chloé Mortaud
Chloé Mortaud, nacida el 19 de septiembre de 1989 en Lisieux, Calvados, Baja Normandía.
Fue elegida Miss Francia en 2009. Venció a Valérie Bègue como la 55.ª Miss Francia el 6 de diciembre de 2008. Ahora Chloé vive en Las Vegas. Nacida de un padre francés y de una madre afroamericana, fue la primera Miss Francia a tener una doble nacionalidad

## Certámenes de bellezas Internacionales
Su título de Miss Francia le permitía de representar Francia a los certámenes de Miss Universo 2009 en Bahamas donde terminaría en el top 10 y al certamen de Miss Mundo 2009 en Sudáfrica donde obtuvo el título de tercera finalista .